# Жестылевский сельсовет
Жестылевский сельсовет — упразднённая административно-территориальная единица, существовавшая на территории Московской губернии и Московской области до 1939 года.
Жестылевский сельсовет был образован в первые годы советской власти. По данным 1918 года он входил в состав Дмитровской волости Дмитровского уезда Московской губернии.
В 1923 году к Жестылевскому с/с был присоединён Торговцевский с/с.
По данным 1926 года в состав сельсовета входили село Жестылево, деревня Торговцево и мельница.
В 1929 году Жестылевский с/с был отнесён к Дмитровскому району Московского округа Московской области.
17 июля 1939 Жестылевский с/с был упразднён. При этом его территория (селения Жестылево и Торговцево) была передана Даниловскому с/с.